# Joseph in Egyptenland
Joseph in Egyptenland (türkischer Originaltitel Yusuf ile Menofis; dt.: Josef und Menofis) ist ein international aufgeführtes Schauspiel in drei Akten des türkischen Dichters Nazim Hikmet. In der jungen Bundesrepublik Deutschland nur vereinzelt unter dem Titel Josef in Ägypten inszeniert, gelangte das 1948 entstandene Theaterstück um den „ersten Arbeiteraufstand gegen die Pharaonen“ (Schünemann Verlag, 1961) in der Deutschen Demokratischen Republik in der Übersetzung von Alfred Kurella zu anhaltender Bekanntheit.

## Inhalt

### Personen
Folgende Personen finden sich im Rollenverzeichnis des Stücks:
- Josef
- Menofis
- Pharao
- Seliha
- alter Mann
- Mundschenk
- Bäcker
- 4 Gefangene
- Amtmann (Gefängnis)
- Hausverwalter
- Juda
- Benjamin

Weiterhin treten in Joseph in Egyptenland zwei Frauen, zwei Wächter, zwei Besucherinnen, vier Bittsteller, zwei Priester, ein schwarzer Sklave und ein Krieger auf, sowie eine Reihe weiterer Priester und Gefangener, Leibwächter, Gefolge des Pharaos, die verbleibenden Brüder des Josef und Angehörige des Volkes.

### Handlung

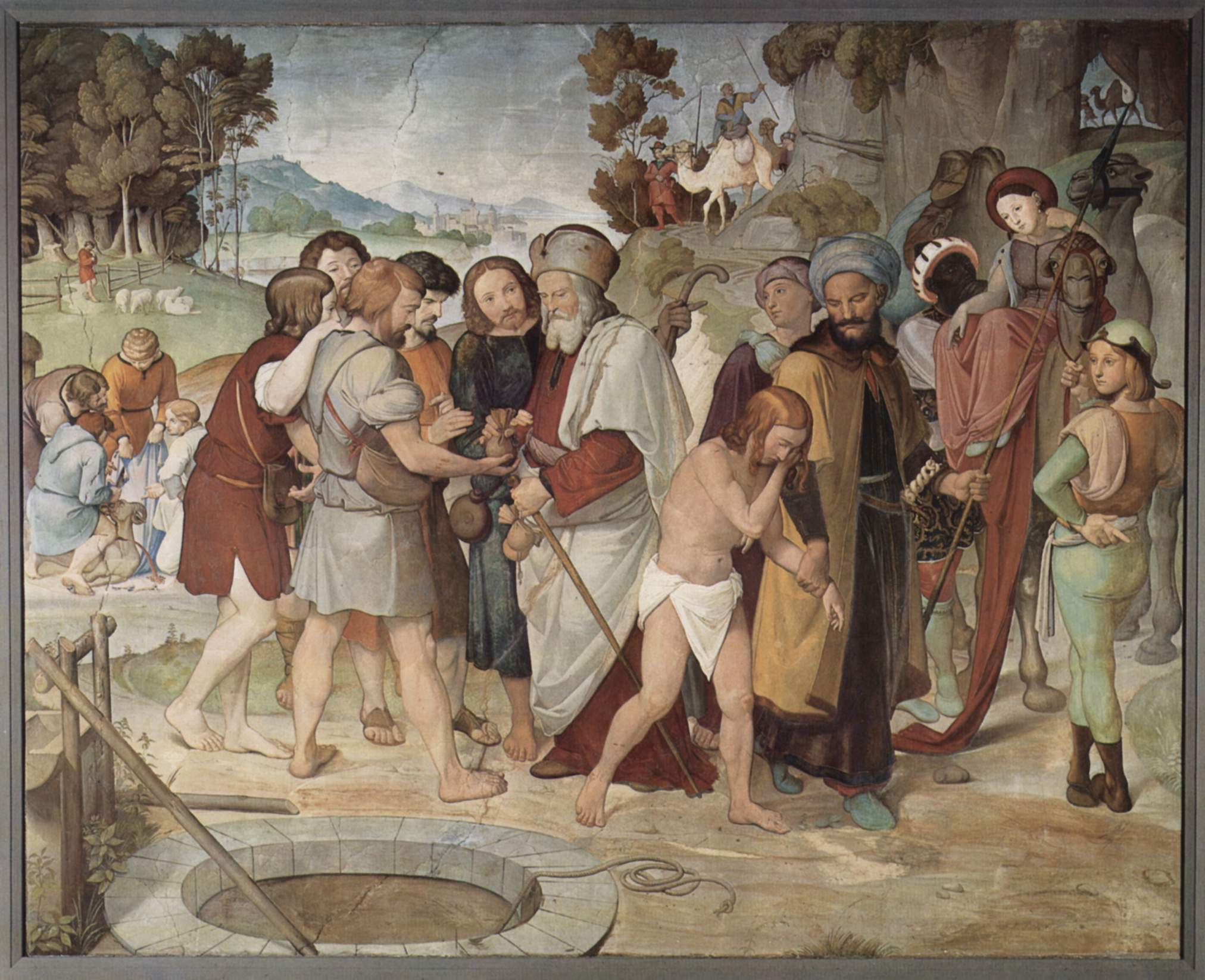
Die Erzählung der Szene Verkauf Josephs an die ägyptischen Händler, hier in einer Darstellung aus dem Freskenzyklus der Casa Bartholdy, Berlin, Alte Nationalgalerie von Friedrich Overbeck, findet sich zu Beginn des ersten Akts in einer Unterhaltung der Gefangenen

Die um 1600 v. Chr. spielende Handlung des Legendenspiels folgt in groben Zügen einem aus Koran und Bibel bekannten Stoff: Sie schildert das Leben Josefs, der von seinen neidvollen Brüdern als Sklave nach Ägypten an den Hofmeister Potifar verkauft wurde. Als Josef ein Liebesverhältnis mit dessen Frau ablehnt, wird er von dieser denunziert und landet im Gefängnis. Hier steigt er jedoch durch Verrat an seinen Mithäftlingen zu deren Aufseher auf. Nach der Deutung des Traumes von den sieben fetten und sieben mageren Jahren wird er endlich zum Wesir des Pharaos. Hikmet fügt in dieses Geschehen mit dem Sklaven Menofis eine positive Figur, doch gleichsam Gegenspieler Josefs ein – einen Anführer der Gefangenen und Unterdrückten, dessen letzte Worte, als Josef ihn schließlich ermorden lässt,
Drei Jahrtausende lang wird man dich feiern und von mir schweigen. Aber dann kommt mein Triumph. Niemand wird mehr von dir reden, aber ich werde in aller Munde sein,
die erdachte Figur in kongenialer Weise mit der alten Legende verweben.
Zuvor hatte Menofis Josef angeklagt, sein Volk (das der Juden) und das Volk der Ägypter an den Pharao verkauft zu haben, und den Juden eine schreckliche Zeit des Leidens vorausgesagt. Hikmets weder im Koran noch in der Bibel belegte Figur des Menofis zeigt sich am Ende des Stückes als Kämpfer „für ein besseres Leben“ aller.

## Struktur
Joseph in Egyptenland unterteilt sich in drei Akte.
Die bekannte Josefsgeschichte bis zur Aufseherschaft über die Gefangenen stellt Hikmet über Gespräche und Szenen auf dem Gefängnishof hauptsächlich mit erzählerischen Mitteln dar. Vom Erscheinen des Menofis an wird die Geschichte an vier weiteren Schauplätzen (u. a. der Hof des Pharaos) in dramatischer Form und bisweilen vom bekannten Stoff abweichend, ihn jedoch nie in unmöglicher Weise abändernd, weiterentwickelt.

## Entstehung
Der Autor ist in der Nähe der Gegend der Türkei aufgewachsen, in der laut dem 1. Buch Mose die Geburtsstadt des Titelhelden Josef gelegen hat. Das Stück entstand 1948, als Hikmet bereits elf Jahre einer insgesamt dreizehnjährigen Kerkerhaft hinter sich hatte, wodurch sich möglicherweise die in Joseph in Egyptenland zum Ausdruck kommende Empathie für das durch Josef in Gefangenschaft geratene jüdische Volk miterklärt.

### Stoffgeschichte
Sowohl Bibel als auch Koran berichten von dem Patriarchen Josef, dem Sohn Jakobs und Rahels, und der Frau des Potiphar. Eine etwas weniger positive Darstellung Josefs findet sich auch in jüdischen Überlieferungen.

## Wirkung
Das Schauspiel gehört zu den wichtigsten Theaterstücken Nazim Hikmets, begründete es doch zusammen mit den Werken Auf dem Güterbahnhof, Blutrache, Fatme und Ali und Legende von der Liebe den internationalen Ruhm des Dichters auch als Dramatiker.
In Deutschland erlangte das Werk nur in der DDR größere Bekanntheit. Am 6. Dezember 1960 erfuhr es als Joseph in Egyptenland seine Erstaufführung in Zwickau. Im Jahr darauf erschien es in der Abteilung Bühnenvertrieb im Berliner Henschelverlag, 1962 auch im Leipziger Verlag Philip Reclam junior in einem Band mit einem weiteren Bühnenstück Hikmets: Legende von der Liebe. Für diese Ausgabe schrieb Alfred Kurella das Nachwort.

## Sonstiges

### Tonmitschnitt
- Nazim Hikmet: Josef in Ägyptenland. Berlin: Staatl. Rundfunkkomitee. Schauspiel. 1 Kass.